# Merénylet II. János Pál pápa ellen
1981. május 13-án szerdán merényletet kíséreltek meg II. János Pál pápa ellen a vatikáni Szent Péter téren. Az elkövető, a kurd Mehmet Ali Ağca fegyverrel megsebesítette a pápát, amikor a térre ért. A pápa négy golyót kapott, és súlyos vérveszteséget szenvedett. Ağcát azonnal elfogták, és az olasz bíróság életfogytiglani börtönbüntetésre ítélte. A pápa később megbocsátott neki. Carlo Azeglio Ciampi olasz elnök a pápa kérésére 2000 júniusában megkegyelmezett Ağcának, és deportálták Törökországba, ahol ismételten börtönbe került Abdi İpekçi újságíró 1979-es meggyilkolásáért, és 2010-ben szabadult.

## A merénylet

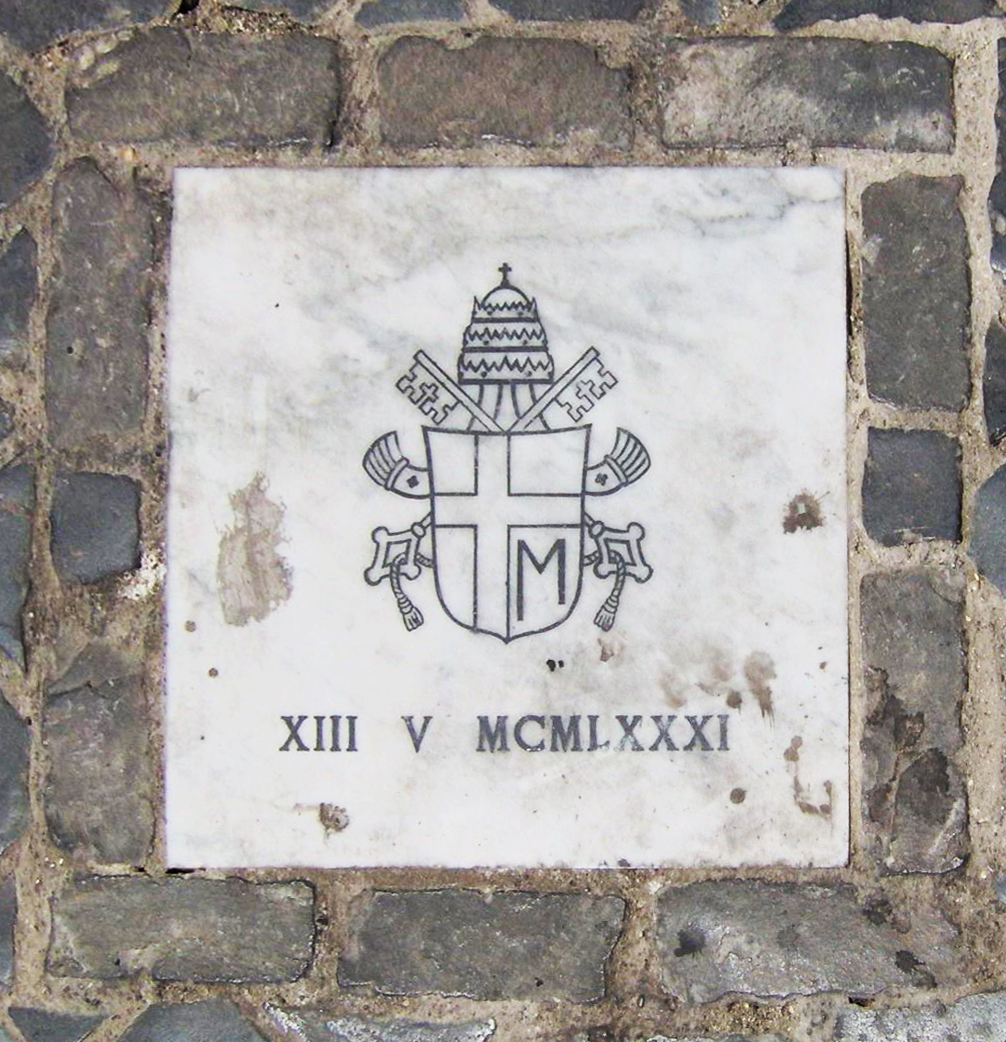
A merénylet helyét jelölő márványtábla II. János Pál személyes címerével és a merénylet dátuma római számokkal

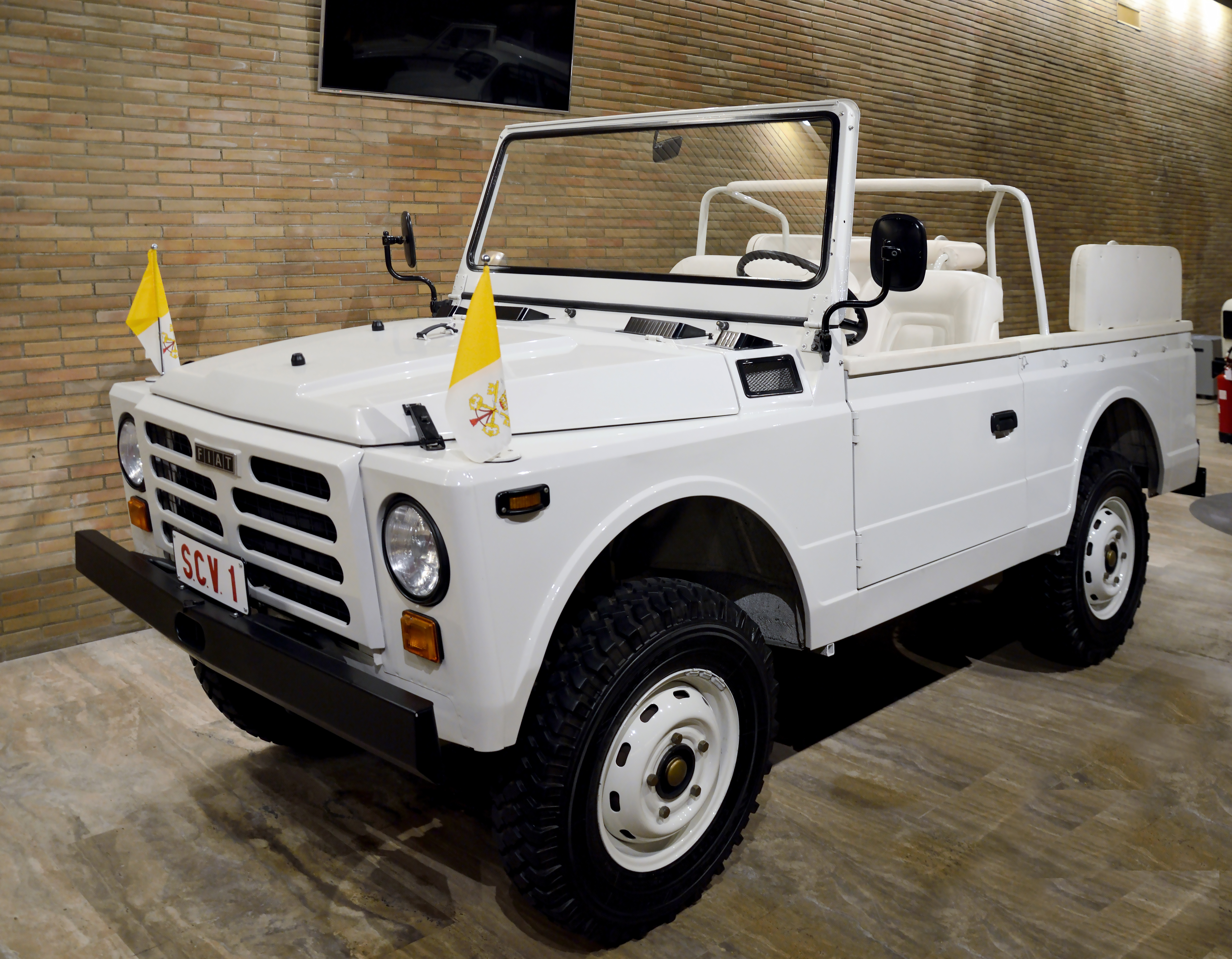
A Fiat Pápamobil amelyben a pápa ült a merényletkor. Ma a Vatikáni Múzeumokban.

Ağca, Vilperi álnéven, 1980 augusztusától járta a mediterrán régiót különböző álneveken és útlevelekkel. 1981. május 10-én érkezett Rómába a milánói vonattal. Vallomása szerint itt három bűntársával találkozott, egy törökkel és két bolgárral, a műveletet Zilo Vassilev olaszországi bolgár katonai attasé irányította. Állítása szerint egy Bulgáriában élő török maffiózó, Bekir Çelenk bízta meg a merénylettel. Ağca állítása szerint a terv az volt hogy ő és a tartalék fegyveres, Oral Çelik lelövik a pápát a Szent Péter téren, majd egy kis robbanás keltette pánik kihasználásával a bolgár nagykövetségre menekülnek.
Május 13-án a Szent Péter téren ülve képeslapokat írogattak és várták a pápa érkezését. Mikor a pápa áthaladt hívei lelkes tömegén, Ağca 17 óra 17 perckor négyszer is rálőtt egy 9mm Browning Hi-Power félautomata pisztollyal, és súlyos sebeket ejtett rajta. Ezután menekülést kísérelt meg és a fegyvert egy teherautó alá dobta, de a vatikáni biztonsági őrség főnöke, Camillo Cibin, valamint egy apáca és több járókelő megállította és megakadályozta, hogy elmeneküljön. Mind a négy lövedék eltalálta a pápát, egy a gyomrát, egy 1 milliméterrel a szíve mellett találta el, egy pedig a jobb mutatóujját és a jobb karját, ezek két járókelőt is megsebesítettek (Ann Odre a New York-i Buffalóból a mellkasán, Rose Hill a jobb karján sebesült meg, de túlélték). A pápát azonnal kórházba vitték, a hatóságok pedig átfésülték a helyszínt bizonyítékért. Çelik pánikba esett és elmenekült, anélkül, hogy tüzet nyitott volna vagy felrobbantotta volna a bombáját. 

## Ağca börtönben
Ağcát 1981 júliusában ítélték életfogytiglanra Olaszországban, de a pápa kérésére Carlo Azeglio Ciampi elnök 2000 júniusában kegyelmet adott neki. Kiadták Törökországnak, ahol börtönbe került Abdi İpekçi baloldali újságíró 1979-es meggyilkolásáért és két bankrablásért, amiket az 1970-es években hajtott végre. Bár 2004 novemberében szeretett volna kedvezménnyel szabadulni, a török bíróság úgy döntött, 2010-ig nem engedik ki, ennek ellenére 2006. január 12-én szabadon engedték. 2006. január 20-án azonban a török legfelsőbb bíróság úgy döntött, az Olaszországban leült idő nem vonható le a törökországi büntetésből, és visszakerült a börtönbe. Ağcát 2010. január 18-án engedték végül szabadon, csaknem 29 évet töltött rács mögött.

## A merénylő és a pápa kapcsolata
A merénylet után a pápa arra kérte az embereket: „imádkozzatok testvéremért [azaz Ağcáért] … akinek őszintén megbocsátottam.” 1983-ban találkoztak és négyszemközt beszéltek a börtönben, ahol Ağcát tartották, a merénylő állítólag a találkozás végén megcsókolta a pápa gyűrűjét. II. János Pál éveken át tartotta a kapcsolatot Ağca családjával, 1987-ben az anyjával, egy évtizeddel később a testvérével találkozott.
Bár Ağca azt mondta, hogy „számomra [a pápa] a megtestesítője a kapitalizmusnak”, és meg akarta ölni, később összebarátkoztak és 2005 február elején, amikor a pápa beteg volt, Ağca levélben jobbulást kívánt neki.

## Fordítás
- Ez a szócikk részben vagy egészben  a   Pope John Paul II assassination attempt című angol Wikipédia-szócikk ezen változatának fordításán alapul.  Az eredeti cikk szerkesztőit annak laptörténete sorolja fel. Ez a jelzés csupán a megfogalmazás eredetét és a szerzői jogokat jelzi, nem szolgál a cikkben szereplő információk forrásmegjelöléseként.